# Равенала мадагаскарська
{{#ifeq:0|0|{{#if:|{{#if:Ravenalamadagascariensis|[[]}}|}}}}
Равенала мадагаскарська — багаторічна рослина родини Стрелітцієвих. Вважалась єдиним представником роду Равенала, але станом на сьогодні рід нараховує шість видів. Рослина середньої висоти з великими довгочерешковими листками, складеними на кшталт віяла. Квіти великі, зібрані в складні суцвіття, що виходять з піхов листків. Насіння велике, з блакитним принасінниками. Рослина належить до ендеміків острова Мадагаскар. Зростає на узліссях і галявинах, в річкових долинах. Часто використовується в озелененні і значною мірою — у побуті населення східного узбережжя Мадагаскару.

## Назва
Відома далеко за межами батьківщини як «дерево мандрівників». Цю назву рослина отримала через здатність накопичувати воду у стовбурі. За легендою, подорожні тамували нею спрагу. Проте вода всередині стовбура темна, смердюча і не придатна до вживання. Інше пояснення — віяло листків рослини росте зі сходу на захід, слугуючи компасом для мандрівників.
Наукова назва «равенала» походить з малагасійської мови і означає «лісове листя».

## Будова
Хоча рослина нагадує пальму, до родини Arecaceae вона не належить. Дерево мандрівників генетично близьке до таких рослин як банани, стрелітція, імбир, оскільки належить до порядку Імбироцвіті (Zingiberales), родини Стрелітцієві (Strelitziaceae). 
Веслоподібні листки на довгих черешках ростуть у вигляді віяла. Білі квіти схожі за будовою до квітки стрелітції (Strelitzia reginae, Strelitzia nicolai) проте менш привабливі з зеленими приквітками. По мірі відмирання листків стає видно сірий стовбур.

## Життєвий цикл
Дерево мандрівників відоме тим, що у його запилені беруть участь лемури роду Varecia (Varecia variegata). Розміщення квіток близько до стовбура дозволяє лемурам ласувати нектаром. Міцні приквітки вимагають від запилювачів прикласти силу, щоб їх відкрити. Пилок переноситься на хутрі тварин. Квітка може продукувати нектар довго, що приманює лемурів протягом тривалого часу. Спостереження за лемурами свідчать, що вони сильно залежні від цього джерела їжі у період цвітіння, тому тварини поводяться з квітками дуже обережно — не руйнують їх.

## Поширення та середовище існування
Ендемік острова Мадагаскар.

## Практичне використання
На сьогодні вирощується у багатьох тропічних країнах як декоративна рослина.